# Wilhelm (łaciński patriarcha Konstantynopola)
Wilhelm, Guglielmo Pusterla (ur. ?, zm. 1370) – włoski duchowny katolicki, w latach od 1346 do 1361 tytularny łaciński patriarcha Konstantynopola. Od 1361 do 1364 Administrator apostolski Konstantynopola. Od 1361 do swojej śmierci w 1370 Arcybiskup metropolita Mediolanu.

## Życiorys
Został mianowany tytularnym łacińskim Patriarchą Konstantynopola 11 grudnia 1346 roku. Pełnił ten urząd swojej do 1361 roku. Następnie od 1361 do 1364 był Administratorem apostolskim Konstantynopola. 23 października 1361 również został mianowany Arcybiskupem Mediolanu. Zmarł w 1370.